# Basilan (provins)

Basilans läge i Filippinerna

Basilan är en provins i Filippinerna som ligger i regionen Muslimska Mindanao. Administrativ huvudort är Isabela, som dock tillhör regionen Zamboangahalvön. Basilan har 297 200 invånare (2006) på en yta av 1 234 km².
Provinsen täcker i huvudsak ön Basilan samt omgivande småöar, exklusive staden Isabela, och är indelad i 11 kommuner och 1 stad, Lamitan.

## Kommuner
- Akbar
- Al-Barka
- Hadji Mohammad Ajul
- Hadji Muhtamad
- Lantawan
- Maluso
- Sumisip
- Tabuan-Lasa
- Tipo-Tipo
- Tuburan
- Ungkaya Pukan